# Dean Humphreys
Pour les articles homonymes, voir Humphreys.
Dean Humphreys est un ingénieur du son britannique. Il a notamment travaillé sur le film Le Pianiste de Roman Polanski, pour lequel il reçoit le César du meilleur son en 2003.

## Filmographie (sélection)

### Cinéma
- 1986 : Pirates de Roman Polanski
- 1987 : Traquée (Someone to Watch Over Me) de Ridley Scott
- 1987 : Les Envoûtés (The Believers) de John Schlesinger
- 1987 : L'Irlandais (A Prayer for the Dying) de Mike Hodges
- 1987 : Sur la route de Nairobi (White Mischief) de Michael Radford
- 1987 : Cry Freedom de Richard Attenborough
- 1988 : Paris by Night de David Hare
- 1988 : Frantic de Roman Polanski
- 1989 : Charlie (All Dogs Go to Heaven) de Don Bluth
- 1990 : Hamlet de Franco Zeffirelli
- 1990 : Secret défense (Hidden Agenda) de Ken Loach
- 1992 : Chaplin de Richard Attenborough
- 1993 : Les Ombres du cœur (Shadowlands) de Richard Attenborough
- 1993 : Little Buddha de Bernardo Bertolucci
- 1993 : Mémoire d'un sourire (Storia di una capinera) de Franco Zeffirelli
- 1993 : L'Innocent (The Innocent) de John Schlesinger
- 1993 : L'Homme sans visage (The Man Without a Face) de Mel Gibson
- 1994 : La Jeune Fille et la Mort (Death and the Maiden) de Roman Polanski
- 1994 : Nell de Michael Apted
- 1994 : Entretien avec un vampire (Interview with the Vampire) de Neil Jordan
- 1996 : Le Temps d'aimer (In Love and War) de Richard Attenborough
- 1996 : La Chasse aux sorcières (The Crucible) de Nicholas Hytner
- 1996 : Mary Reilly de Stephen Frears
- 1996 : Jane Eyre de Franco Zeffirelli
- 1997 : Sept ans au Tibet (Seven Years in Tibet) de Jean-Jacques Annaud
- 1997 : Donnie Brasco de Mike Newell
- 1998 : La fille d'un soldat ne pleure jamais (A Soldier's Daughter Never Cries) de James Ivory
- 1998 : Les Moissons d'Irlande (Dancing at Lughnasa) de Pat O'Connor
- 1998 : La Cousine Bette (Cousin Bette) de Des McAnuff
- 1999 : La Neuvième Porte (The Ninth Gate) de Roman Polanski
- 1999 : Les Aiguilleurs (Pushing Tin) de Mike Newell
- 1999 : Un thé avec Mussolini (Tea with Mussolini) de Franco Zeffirelli
- 1999 : La Tranchée (The Trench) de William Boyd
- 2000 : L'Élue (Bless the Child) de Chuck Russell
- 2000 : Un couple presque parfait (The Next Best Thing) de John Schlesinger
- 2001 : D'Artagnan de Peter Hyams
- 2002 : Le Pianiste de Roman Polanski
- 2003 : Le Divorce de James Ivory
- 2004 : Arsène Lupin de Jean-Paul Salomé
- 2004 : Resident Evil: Apocalypse d'Alexander Witt
- 2004 : Le Tour du monde en quatre-vingts jours de Frank Coraci
- 2004 : Blueberry, l'expérience secrète de Jan Kounen
- 2005 : Oliver Twist de Roman Polanski
- 2006 : The Fall de Tarsem Singh
- 2006 : Leçons de conduite (Driving Lessons) de Jeremy Brock
- 2007 : J'aurais voulu être un danseur d'Alain Berliner
- 2007 : Angel de François Ozon
- 2008 : Les Femmes de l'ombre de Jean-Paul Salomé
- 2010 : The Ghost Writer de Roman Polanski
- 2011 : Carnage de Roman Polanski
- 2012 : Taken 2 d'Olivier Megaton
- 2013 : Un week-end à Paris (Le Week-End) de Roger Michell
- 2014 : Taken 3 d'Olivier Megaton

### Télévision
- 2007-2009 : Kingdom (17 épisodes)
- 2009-2011 : Nick Cutter et les Portes du temps (23 épisodes)

## Distinctions

### Récompenses
- César 2003 : César du meilleur son pour Le Pianiste.

### Nominations
- BAFTA 2003 : British Academy Film Award du meilleur son pour Le Pianiste.
- César 2011 : César du meilleur son pour The Ghost Writer.